# Isole di Pontremoli
Le isole di Pontremoli  (in russo Острова Понтремоли ostrova Pontremoli) sono due piccole isole russe nell'Oceano Artico che fanno parte della Terra di Zichy nell'arcipelago della Terra di Francesco Giuseppe.
Le isole hanno preso il nome del fisico italiano Aldo Pontremoli, morto nel 1928 nell'incidente della spedizione polare del dirigibile Italia al comando del generale Umberto Nobile. Fu lo stesso Nobile, a bordo del Malygin nel 1931, il quale, nell'avvistare le isolette il 7 agosto, propose di dedicarle al fisico italiano.

## Geografia
Le isole di Pontremoli si trovano nella parte nord della Terra di Zichy, vicino al punto più occidentale dell'isola di Karl-Alexander, capo Bregger; più a nord, a circa 5 km da esse, si trovano le isole di Čičagov.
La più occidentale delle due isole, la maggiore, misura 700 m di lunghezza, quella a est ha una forma circolare con un diametro di circa 300 m.